# Christian Frederik Hagerup

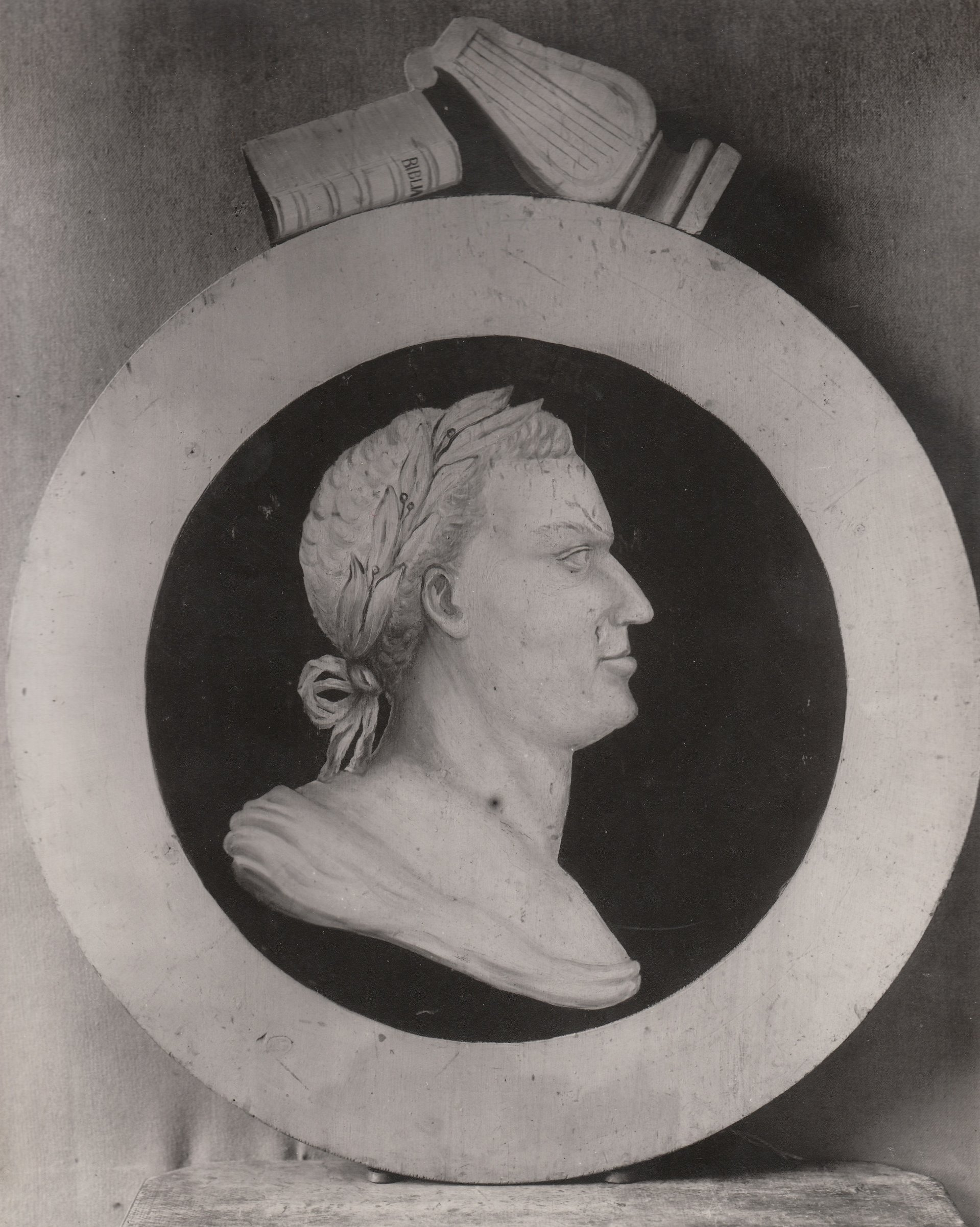
Christian Frederik Hagerup

Christian Frederik Hagerup (* 31. Juli 1731 in Trondheim; † 30. Juni 1797 in Trondheim) war ein norwegischer Pfarrer.
Seine Eltern waren Bischof Eiler Hagerup der Ältere und dessen Frau Anne Cathrine Barhow († 1737). Er heiratete am 20. September 1764 Anne Margrethe Cathrine Westermann (1736 – 15. Juli 1819), Tochter des Wiegemeisters und Eichbeamten Kammerrat Bernt Westermann (1695–1765) und dessen Frau Esther Høyer (1707–1776).
Hagerup wuchs in Trondheim auf, wo sein Vater kurz vor seiner Geburt zum Bischof ernannt worden war. 1749 schloss er die Lateinschule in Trondheim ab und studierte anschließend in Kopenhagen Theologie. Theologisch war Hagerub orthodox und konservativ. Nach seinem Examen 1752 studierte er Sprachen und kehrte 1755 nach Trondheim zurück. 1758 wurde er als Missionar zu den Samen in Skjerstad (heute Bodø) und Saltdal gesandt. 1761 wurde er stellvertretender Pfarrer in Skjerstad und 1768 Propst in der Propstei Salten. Skjerstad unterstand damals dem Pfarrer in Bodø Titularbischof Nicolaus Christian Friis, aber der Propst in Salten war sein Vorgesetzter. In dieser Eigenschaft leitete Hagerup in den 60er Jahren eine Untersuchung gegen Friis wegen Unregelmäßigkeiten in der Verwendung der Mittel des Missionskollegiums ein, die diesen schließlich das Amt kostete. In dieser Zeit widmete er sich dem Studium der Astronomie und sammelte umfassendes botanisches Material, das später dem Bischof Johan Ernst Gunnerus zur Verfügung gestellt wurde, und führte in Skjerstad die Kartoffel ein.
1769 wurde Hagerup Pfarrer in der Vår Frue kirke (Liebfrauenkirche) in Trondheim und 1772 Notarius capituli beim Domkapitel. Als Marcus Fredrik Bang in Trondheim Bischof und Bangs Schwiegersohn und Gegner Hagerups Ole Irgens Propst des Bistums wurde, wich er nach Bergen aus, wo er Pfarrer an der Nykirke wurde. Aber als Irgens 1780 Bischof in Bergen wurde, kehrte er nach Trondheim zurück. Dort wurde er Propst des Bistums und Pfarrer an der Domkirche. In Trondheim setzte er sich für die Gründung einer höheren Realschule ein und saß bis 1791 in deren Direktion.
Er genoss großes Ansehen als ordentlicher Verwalter seiner Pfarrei, tüchtiger Geistlicher und guter Prediger. 1773 wurde er Magister der Theologie und erwarb 1779 den Doktorgrad in Kopenhagen.
Er engagierte sich auch im öffentlichen Leben. In Bergen war er Mitgründer von Det nyttige Selskab (Die nützliche Gesellschaft) und als Mitglied der Direktion von De frivillige Harmonisters Academie (der späteren Musikgesellschaft Harmonien). Er wurde 1768 Mitglied von Det Kongelige Norske Videnskabers Selskab in Trondheim und war von 1780 bis 1791 stellvertretender Vorsitzender dieser Gesellschaft. Er war auch Mitglied der Naturforschenden Gesellschaft in Danzig und der Topographischen Gesellschaft in Christiania. Bekannt wurde er für seinen Einsatz für die naturwissenschaftliche Forschung, die Pädagogik und für die Gründung einer norwegischen Universität. Besonders beeindruckte seine Rede vor Det Kongelige Norske Videnskabers Selskab am 14. Juli 1788 in Anwesenheit des Kronprinzen Friedrich. Auch arbeitete er intensiv für die bessere Ausbildung der Samen und unterstützte aus seinem eigenen Vermögen deren Schulbesuch und schuf eine solide Grundlage für die Kenntnis der samischen Sprache.

## Werke (Auswahl)
- Dissertatio theologica fiduciam fidelium Christo resuscitato nixam exhibens, Dissertation Kopenhagen 1779
- Tale holden i det Kgl. Norske Videnskabers Selskab i Tronhiem den 14. Juli 1788. In: Minerva 1789, Teil 2, S. 204–221
- Beskrivelse af Motacilla acredula.[3] in: Det Kongelige Norske Videnskabers Selskab, Sonderdruck, Neueste Sammlung, Bd. 1, 1798, S. 101–108